# Ману береговий
Ману́ береговий (Cercomacroides fuscicauda) — вид горобцеподібних птахів родини сорокушових (Thamnophilidae). Мекає в Південній Америці.

## Таксономія
Береговий ману був описаний в 1931 році американським орнітологом Джоном Циммером як підвид темного ману Cercomacra nigrescens fuscicauda. В 2014 році він був визнаний окремим видом. За результатами молеклярно-філогегнетичного дослідження, яке показало поліфілітичність роду Ману (Cercomacra), береговий ману і низка споріднених видів були переведені до новоствореного роду Cercomacroides.

## Поширення й екологія
Берегові ману поширені на сході Еквадору і Перу, на крайньому південному сході Колумбії в департаменті Амасонас, на південному заході бразильської Амазонії (південний захід Амазонаса, Акрі) та на північному заході Болівії (Пандо, Ла-Пас, захід Бені, Кочабамба). Вони живуть в підліску галерейних лісів, в чагарникових заростях на берегах струмків і річок на висоті до 600 м над рівнем моря.